# Thelyphonus dicranotarsalis
Espèce
Synonymes
- Abaliella dicranotarsalis Rowland, 1973

Thelyphonus dicranotarsalis est une espèce d'uropyges de la famille des Thelyphonidae.

## Distribution
Cette espèce est endémique de l'île Fergusson dans l'archipel d'Entrecasteaux en Papouasie-Nouvelle-Guinée,.

## Description
La femelle holotype mesure 20,1 mm.

## Publication originale
- Rowland, 1973 : New whipscorpions from New Guinea and the Solomon Islands (Thelyphonida, Arachnida). Occasional Papers Museum Texas Tech University, no 10, p. 1-8 (texte intégral).